# Paraspathius usipetes
Paraspathius usipetes är en stekelart som beskrevs av Nixon 1943. Paraspathius usipetes ingår i släktet Paraspathius och familjen bracksteklar. Inga underarter finns listade i Catalogue of Life.